# Wskaźnik protrombinowy
Wskaźnik protrombinowy (spotykany skrót: PR od ang. Prothrombin Ratio, dawna nazwa: wskaźnik Quicka) – badanie diagnostyczne krwi stosowane w celu oceny zewnątrzpochodnej (egzogennej) drogi krzepliwości krwi.

## Oznaczenie
Wartość wskaźnika jest zależna od stężenia w osoczu krwi takich czynników krzepnięcia jak: czynnik II, czynnik V, czynnik VII, czynnik X i fibrynogenu, a więc do oceny zewnątrzpochodnej drogi aktywacji trombiny. PR oznacza się najczęściej metodą koagulometryczą według Quicka. Metoda oznaczenia polega na dodaniu do osocza cytrynianowego preparatu czynnika tkankowego (TF), aby aktywować czynnik VII. Dzięki związaniu jonów wapnia przez kwas cytrynowy nie następuje aktywacja czynnika X przez VIIa (aktywowany czynnik VII), gdyż jony wapnia są potrzebne w tym etapie. Po inkubacji mierzy się czas od dodania jonów wapnia (co przy obecnym VIIa aktywuje czynnik X) do skrzepnięcia próbki.
Reakcje te zachodzą w analizatorze działającym automatycznie lub półautomatycznie. Wykonanie badania trwa kilka minut.
Istnieje jeszcze inna metoda wykonania badania, wykorzystująca substraty chromogenne. Podaje się substancję, do której trombina wykazuje powinowactwo przekraczające jej powinowactwo do fibrynogenu, a w wyniku reakcji, z którą powstaje barwny produkt. Szybkość reakcji jego tworzenia można zmierzyć spektrofotometrem, odpowiada ona stężeniu trombiny.
Oznaczenie PR można przeprowadzić w domu, za pomocą analizatora paskowego z kropli krwi z żyły lub naczynia włosowatego.
Są różne konwencje podawania wyników badania. Może on być podawany jako czas protrombinowy PT w jednostkach czasu i wtedy norma mieści się w zakresie 12-16 s, zależąc od aktywności osoczowej tromboplastyny. Można też podawać odsetek wartości prawidłowej, wtedy wynik prawidłowy mieści się w zakresie od 70 do 130%.
PT przelicza się na PR wedle następującego wzoru:
{\displaystyle PR={\frac {PT_{badany}}{PT_{kontrola}}}}
Często jednak PT przelicza się na międzynarodowy współczynnik znormalizowany, czyli INR, uwzględniający w ISI aktywność tromboplastyny:
{\displaystyle INR=({\frac {PT_{badany}}{PT_{kontrola}}})^{ISI}}

## Badania kliniczne
Zwiększenie wyniku obserwuje się w następujących stanach:
- niedobór witaminy K lub stosowanie jej antagonistów, zatrucie pochodnymi kumaryny. Najczęściej też wskaźnik oznacza się podczas leczenia będącymi antagonistami witaminy K koagulantami doustnymi, w przeliczeniu na INR,
- ciężkie uszkodzenia wątroby, wytwarzającej czynniki krzepnięcia, np. ostre wirusowe zapalenie wątroby, nowotwór wątroby, marskość wątroby. W diagnostyce przydatne są także liczne inne wskaźniki funkcji wątroby, z których często wykorzystywany jest oznaczanie enzymu indykatorowego AlAT
- zespole rozsianego wykrzepiania wewnątrznaczyniowego (DIC),
- niedobór lub brak fibrynogenu (dysfibrynogenemia)
- wrodzone niedobory czynników V (lub inhibitor tego czynnika) lub kompleksu protrombiny z wyjątkiem IX.

Zbyt mały wynik świadczy natomiast o nadkrzepliwości. Nie ma on jednak znaczenia w stawianiu diagnozy, w przeciwieństwie do zbyt dużych wartości wskaźnika.